# Estación de Paçô Vieira
La Estación Ferroviaria de Paçô Vieira fue una plataforma ferroviaria de la Línea de Guimarães, que servía a la localidad de Paçô Vieira, en el ayuntamiento de Guimarães, en Portugal.

## Características
Esta estación se situaba en el punto más alto del trazado entre Guimarães y Fafe, estando con cerca de 150 metros de desnivel en relación con la estación de Guimarães.

## Historia
El 1 de diciembre de 1906, llegó el primer comboi de servicio a esta estación, durante las obras del tramo entre Guimarães y Fafe. Este tramo abrió a la explotación el 21 de julio de 1907.